# Jean Bessems
Jean Bessems (Cadier en Keer, 4 januari 1945) is een voormalige Nederlandse biljarter. Bij het kunststoten (biljart artistique) werd hij tweemaal wereldkampioen en viermaal Europees kampioen.

## Biografie
Jean Bessems werd geboren in Cadier en Keer. Zijn vader was boer, duivenmelker en later caféhouder. Naast biljarter was hij machinebankwerker. Twintig jaar lang was hij net als zijn vader een gepassioneerde duivenmelker.
Op 14-jarige leeftijd begon hij met biljarten. Hij voetbalde tot zijn 19e en moest toen kiezen tussen het biljarten en het voetballen. Bessems speelde eerst libre, maar stapte later over op het kunststoten.
Zijn internationale doorbraak maakte Bessems in 1965 op het Europees jeugdkampioenschap biljarten. In 1971 won hij zijn eerste medaille als senior. Dit was een zilveren op het Europees kampioenschap cadre 47/2 in Nice. Hij speelde tegen beroemde biljarters als Raymond Ceulemans, Henk Scholte, Hans Vultink, Francis Connesson en Emile Wafflard. Hij reisde de hele wereld over en gaf zelfs demonstraties in Rusland, wat ten tijde van het Sovjetrijk heel bijzonder was. Volgens zijn trainer René Vingerhoedt lag zijn kracht met name bij het perfect afstoten, wat van belang is om een topspeler te worden.
Hij werd wereldkampioen in 1985 in Sluis in Zeeland en in 1988 in Stockerau in Oostenrijk en Europees kampioen in Bruay Sur Escaut in Frankrijk, in Dongen en Gorsel in Nederland, en Wilrijk bij Antwerpen. In 1991 zette hij een punt achter zijn sportcarrière en in 2005 ging hij met de VUT. Later pakte hij het biljarten weer op in de hoogste klasse.

## Titels
- Wereldkampioen kunststoten - 1985, 1988
- Europees kampioen kunststoten - 1986, 1987, 1988, 1989
- Nederlands kampioen kunststoten - 1981, 1982, 1983, 1984, 1985, 1986, 1987, 1989
- Nederlands kampioen kader 47/2 ,  47/1  en 3x  kader 71/2

## Palmares

### Kunststoten
- 1981:  EK in Sant Boi de Llobr
- 1982:  EK in Linz
- 1983:  EK in Bendorf
- 1984:  WK in Heeswijk-Dinther
- 1985:  EK in Spoleto
- 1985:  WK in Sluis
- 1986:  EK in Bruay-sur-l'Escaut
- 1987:  EK in Gorssel
- 1987:  WK in Mönchengladbach
- 1988:  EK in Dongen
- 1988:  WK in Stockerau
- 1989:  EK in Wilrijk

### Cadre 47/2
- 1971:  EK in Nice

### Cadre 47/1
- 1975:  EK in Rotterdam

### Cadre 71/2
- 1974:  EK in Heeswijk-Dinther

### Vijfkamp
- 1972/73:  NK vijfkamp
- 1974/75:  NK vijfkamp